# Дедугу
Дедугу (фр. Dédougou) — город и городская коммуна в Буркина-Фасо.

## Общая информация
Город Дедугу находится в северо-западной части Буркина-Фасо, в 250 км к западу от Уагадугу, на высоте 299 м над уровнем моря. Он является главным городом области Букле-ду-Мухун и провинции Мухун. Образует отдельный департамент. Административно разделён на 7 секторов. Действующий мэр — Гнами Валентин Конате.
Ежегодно здесь проводится Фестиваль искусств и масок (Festival des masques et des arts). Город является центром католической епархии Дедугу.

## Экономика и транспорт
В окрестностях Дедугу возделываются плантации арахиса и хлопчатника. Имеется небольшой аэропорт Дедугу, расположенный в 2 км к юго-западу от центра города. Город соединён с Бобо-Диуласо асфальтированной дорогой (национальное шоссе № 10), которая продолжается дальше на север, до Уахигуя. Национальное шоссе № 14 соединяет Дедугу с Кудугу, оно также продолжается дальше на запад до границы с Мали и малийского города Сан.

## Население
По данным на 2013 год численность населения города составляла 43 131 человек. Численность населения городской коммуны Дедугу по данным переписи 2006 года составляет 86 324 человека.
Динамика численности населения города по годам:
| 1985   | 1996   | 2005   | 2006   | 2013   |
| ------ | ------ | ------ | ------ | ------ |
| 21 049 | 33 815 | 42 278 | 37 793 | 43 131 |

## Города-побратимы
- Дуэ, Франция[4]